# فتحية النمر
فتحية النمر هي عضوة اتحاد كتّاب وأدباء الإمارات، التي صدر لها مجموعة من الأعمال منها «للقمر جانب آخر»، و«النافذة والحجاب»، و«سيف» وغيرها من الأعمال. تحمل الكاتبة البكالوريوس في الفلسفة.

## مسيرتها
استطاعت فتحية في سنوات قليلة تحقيق مسيرة أدبية مميزة، فكتبت العديد من الراويات والمجموعات القصصية. تضم مكتبتها قرابة 2000 كتاب في معارف متنوعة وتقبل على الاطلاع يوميًا حيث تخصص ساعات للقراءة وساعات للكتابة خلال اليوم. كما تؤمن بأهمية التنويع في القراءة وعدم الاقتصار على مجال واحد، وتقول: "أقرأ للجميع، إماراتيين وعرباً وأدباء عالميين، وأجد في كل صفحة أطالعها ثمة متعة أو فائدة. أنا أحترم الكتاب والمبدعين لأنهم يقطرون خلاصات تجاربهم الحياتية ومعاناتهم فيما يكتبون، لكن عليّ الاعتراف بأنني تأثرت بكتابات ثلاثة من كتاب الرواية، محفوظ وعبدالرحمن منيف وماركيز، وفي مكتبتي أخصص أكبر ثلاث مساحات لهؤلاء المبدعين الكبار".
تتحدث فتحية عن روايتها الأولى (السقوط من أعلى) فتقول: "هذه الرواية قريبة من قلبي، وأشعر بالظروف التي أسهمت في إنتاج هذا الإصدار، لأنني كتبته بخلفية ثقافية روائية بسيطة جداً، ومعتمدة على العاطفة والحدس"، وتتابع: "في بداياتي لم أكن من هواة الرواية، كانت اهتماماتي تنصب على كتب الفلسفة، وعلم النفس والتربية، وتطوير الذات، فضلاً عن كتب الشريعة الإسلامية، ولكنني مرة واحدة ولظروف خاصة، وجدت نفسي أكتب نصاً أدبياً، أطلقت عليه ذلك الاسم".
وخلافًا لبعض الكتاب الذين يخجلون من أعمالهم الأولى تقول فتحية: "أنا أقف على النقيض من بعض الكتاب الذين يتبرّؤون أو يخجلون من بداياتهم، فلا يروّجون لكتبهم الأولى، ويحرصون على أن تظل محتجبة في غياهب النسيان، لكي يقنعوا الآخرين بأنهم قد بدأوا كباراً، فمن يصدق هذا؟ كلنا بدأنا من الصفر، وكلنا عشنا محطات مختلفة في حيواتنا، وكلنا تعثرنا، وأخطأنا، وبعضنا توقف، في حين أن غيرنا واصل ووصل إلى المكانة التي يستحقها".
تشجع الكاتبة الناس على القراءة وترى أن المعرفة تحصن العقل وتحفظ الذاكرة في زمن صار فيه الناس عرضة لأمراض مثل الزهايمر وغيرها بسبب نمط الحياة الذي نعيشه.

## نظرة على رواياتها

### مكتوب
في رواية "مكتوب" تعرض الكاتبة تجربة امرأة متزوجة تعرضت لضغوطات اجتماعية قاسية في فترة مبكرة من حياتها حتى أصابتها أزمة نفسية استمرت معها مدة طويلة.
بحسب الناشر الشاعر جهاد أبو حشيش، فإن من جماليات الرواية أنها تفتح في نهايتها بارقة أمل صادمة رغم الظرف الصعب الذي كانت تعانيه بطلة القصة، فتختار لها جانبا مسالمًا تجد فيه ما أضاعته في الماضي. ورغم خطورته وحساسيته إجتماعيا، لكن الكاتبة أصرت أن يكون الحل الوحيد لتلاشي كل ما عانته البطلة من حزن وضياع وتساؤلات مؤلمة أوجدها الماضي.
ويقول الناقد والشاعر راشد عيسى أن عنوان رواية «مكتوب» يعني «ما قُدر علينا وأرادته لنا المقادير»، ويرى أنه "عنوان ذكي جاء على صيغة نكرة وهي صيغة تحمل في باطنها تعجبًا وألما وحزنا باهظا من هذا المكتوب الذي لا نستطيع أن نمحوه بل نستطيع أن نقرأه ونستسلم له مرغمين لأنه في تجاوزه خسائر قد تكون أفدح من قبولنا به".

## كتب
| الاسم                                                                                      | الناشر                                                        | تاريخ النشر | عدد الصفحات | ردمك ISBN            |
| ------------------------------------------------------------------------------------------ | ------------------------------------------------------------- | ----------- | ----------- | -------------------- |
| مكتوب                                                                                      | دار فضاءات للنشر والتوزيع                                     | 2013        |             | (ردمك 9789957303532) |
| حكايات من حي النباعة                                                                       | دائرة الثقافة في الشارقة                                      |             |             |                      |
| كولاج                                                                                      | Kuttap Publishing \| دار كتّاب                                 | 2015        | 1244        | (ردمك 9789948183501) |
| القبو                                                                                      |                                                               | 2016        |             |                      |
| السقوط إلى أعلى                                                                            | دائرة الثقافة والإعلام                                        | 2011        | 223         | (ردمك 9948049233)    |
| النافذة والحجاب                                                                            | وزارة الثقافة وتنمية المعرفة - الإمارات العربية المتحدة       | 2015        | 221         | (ردمك 9789948022251) |
| هي ولا أحد                                                                                 | مجلة الرافد                                                   |             |             |                      |
| أسنان الذاكرة البيضاء: مقاربات في سيرة (الحمودي) لعمر عبد العزيز (بالإشتراك مع كتاب أخرين) | دائرة الثقافة والإعلام - حكومة الشارقة                        | 2017        | 347         |                      |
| طائر الجمال                                                                                | وزارة الثقافة والشباب وتنمية المجتمع-الأمارات العربية المتحدة | 2012        | 192         | (ردمك 9789948070931) |
| للقمر جانب آخر                                                                             |                                                               | 2012        |             |                      |
| نزيل الغرفة رقم 4                                                                          |                                                               | 2020        |             |                      |
| رسائل بلا عنوان                                                                            | دار فضاءات للنشر والتوزيع الأردن                              | 2015        |             | (ردمك 9789957306205) |

## لقاءات تليفزيونية
- برنامج أماسي على تلفزيون الشارقة.[13]